# 祐金町
祐金町（ゆうきんちょう）は、愛知県岡崎市の町名。現行行政地名は祐金町1丁目と祐金町（丁目設定なし）。

## 地理
岡崎市の西部に位置し、中心街の一角に相応する。

### 番地
| - 83 - 84 - 88 - 89 - 91 - 92 | - 98 - 99 - 100 - 104 - 106 - 107 | - 109 - 110 - 111 - 113 - 114 - 115 | - 116 - 119 - 121 - 125 - 127 |

## 世帯数と人口
2019年（令和元年）5月1日現在の世帯数と人口は以下の通りである。
| 町丁   | 世帯数 | 人口  |
| ------ | ------ | ----- |
| 祐金町 | 68世帯 | 152人 |

### 人口の変遷
国勢調査による人口の推移
| 1995年（平成7年）  | 200人 | [ 5 ] |  |
| 2000年（平成12年） | 170人 | [ 6 ] |  |
| 2005年（平成17年） | 154人 | [ 7 ] |  |
| 2010年（平成22年） | 147人 | [ 8 ] |  |
| 2015年（平成27年） | 145人 | [ 9 ] |  |

## 学区
市立小・中学校に通う場合、学区は以下の通りとなる。
| 番・番地等 | 小学校             | 中学校             | 高等学校普通科 |
| ---------- | ------------------ | ------------------ | -------------- |
| 全域       | 岡崎市立梅園小学校 | 岡崎市立甲山中学校 | 三河学区       |

## 歴史
額田郡岡崎祐金町を前身とする。

### 沿革
- 1889年（明治22年）10月1日 - 町村制施行に伴い、岡崎横町・岡崎亀井町・岡崎久右衛門町・岡崎魚町・岡崎康生町・岡崎材木町・岡崎十王町・岡崎松本町・岡崎上肴町・岡崎伝馬町・岡崎田町・岡崎唐沢町・岡崎島町・岡崎投町・岡崎能見町・岡崎八幡町・岡崎板屋町・岡崎福寿町・岡崎門前町・岡崎祐金町・岡崎裏町・岡崎両町・岡崎連尺町・岡崎六地蔵町・岡崎籠田町・菅生村・中村・梅園村・八帖村・六供村が合併し、岡崎町大字祐金となる[11]。
- 1916年（大正5年）7月1日 - 市制施行に伴い、岡崎市大字祐金となる[12]。
- 1917年（大正6年）7月1日 - 祐金町に改称[12]。
- 1957年（昭和32年）11月15日 - 伝馬町の一部を編入し1丁目を設置。一部が伝馬通1～3丁目・十王町1丁目・六地蔵町1丁目となる[12]。

## 交通
- 国道1号
  - 東海道
  - 龍城通り
- 愛知県道477号東大見岡崎線
  - モダン道路

## 施設
- 善立寺
- 専福寺
- 祐金町公会堂
- 大日本住友製薬 岡崎営業所
- スーパーホテル岡崎
- 中部美容専門学校 岡崎校

## ギャラリー
- 善立寺
- スーパーホテル岡崎
- 中部美容専門学校岡崎校
- 愛知県道477号東大見岡崎線

## その他

### 日本郵便
- 郵便番号 : 444-0037[3]（集配局：岡崎郵便局[13]）。

## 参考資料
- 「角川日本地名大辞典」編纂委員会 編『角川日本地名大辞典 23 愛知県』角川書店、1989年3月8日。ISBN 4-04-001230-5。
- 有限会社平凡社地方資料センター 編『日本歴史地名大系第23巻 愛知県の地名』平凡社、1981年。ISBN 4-582-49023-9。
- 新編岡崎市史編さん委員会 編『新編岡崎市史 総集編 20』1993年。